# Škrip
 Ovo je glavno značenje pojma Škrip. Za druga značenja pogledajte Škrip (alat).
Škrip je naselje na otoku Braču, u Splitsko-dalmatinskoj županiji. Administrativno pripada Supetru. Prema popisu iz 2011. godine u naselju žive 172 stanovnika.
Sa svojih 3000 tisuće godina starosti i kamenom plastikom koja ide od kiklopskih zidina, rimske kule do ruralne arhitekture bijelih krovova, Škrip je mjesto s poviješću, mjesto s pogledom i mjesto u unutrašnjosti otoka Brača.

## Povijest
Škrip uglavnom stagnira jer se velik dio stanovništva seli u Splitsku koja mu pruža nove mogućnosti života u ribarstvu, brodarstvu i kamenarstvu. Zajedno sa Spliskom oko 1668. ima 258 stanovnika od pričesti, a 1681. godine ima 211 stanovnika od pričesti. U 18. stoljeću taj broj raste pa se spominje da 1702. ta dva mjesta imaju 220, 1708. godine 250, 1718. 330, 1738. 380, a 1760. oko 400 stanovnika. 
U doba mletačko-turskih ratova mjesto je osiguravano utvrdama. Na istočnoj strani naselja, tik do starih grčko-ilirskih bedema, na temeljima antičke arhitekture sagrađen je kaštel Radojković. Pri vrhu kula je sa svih strana opskrbljena prozorima i obrambenim zidićem na konzolama. Rustična gradnja s malim i grubo tesanim kamenjem odaje prilike onog doba, kada se u 17. stoljeću utvrda dogradila na brzinu vjerojatno zbog straha i opasnosti od turskoga gusarenja. Najveći kaštel na Braču je dvor obitelji Cerineo sagrađen u četvrtastom obliku, ograđen visokim zidom i dvjema visokim kulama na sjeverozapadu i jugoistoku. Zidovi i kule toga kaštela osigurane su sa svih strana puškarnicama. Sagrađen je 1570. godine, a gradio ga je Mihajlo Cerinić, isti onaj koji je dovršio kaštel u Spliskoj. Renoviran je i potpuno dovršen 1618., što je naznačeno natpisom na istočnom zidu. MDLXX IOANIS VOSELEI CERINICH MICHAEL PRONEPOS AC NEPOS ALBERTI SIMONIS FILIUM DOMUM HANC CUM TURIBUS EDIFICAVIT IACOBUS VERO PERFECIT ANNO SALUTIS MDCXVIII. U prijevodu... 1570. Mihovil praunuk Ivana Vosoleja Cerinića, unuk Alberta i sin Šimuna, sagradio je ovu kuću s kulama, a dovršio ju je Jakov godine Spasa 1618. Prizemlje zapadnoga dijela kaštela popravila je Jelena, žena Dujma Cerinića 1771. godine.
Nekadašnja župna Crkva svetog Duha, trobrodna i rustične gradnje, proširila se u 17. stoljeću novom apsidom jer je vizitator Valijer u njoj našao da je glavni oltar već star i smješten u uskoj apsidi. U glavnoj lađi postavljeni su stupovi kasnorenesansnih profilacija, a u prostranoj apsidi kanelirani renesansni polupilastri. U crkvi se među ostalim grobovima osobito ističe onaj obitelji Cerineo s grbom i natpisom. CONSPE CERINEUM CINERES CUSTODIA CLAUDIT DONEC DESCENDAT DIGNA DOLORES DIES MDCXXXI. U prijevodu... Gledaj, grob sadrži prah Cerineovih dok ne dođe sudnji dan 1631. Nova župna crkva posvećena svetoj Jeleni, majci cara Konstantina, za koju se držalo da je rodom Bračanka, započela se graditi u baroknom stilu 1768. godine. Dovršena je početkom 19. stoljeću, a ističe se skladom i nenametljivošću kao djelo domaćih majstora.
Pomoćna osnovna škola u Škripu je osnovana 1866., a u Spliskoj dvije godine kasnije. Godine 1871. prvu je pohađalo 19, a drugu 18 učenika.

## Stanovništvo
| broj stanovnika | 311   | 383   | 416   | 477   | 569   | 472   |       | 446   | 400   | 376   | 374   | 312   | 231   | 206   | 186   | 172   | 157   |
|                 | 1857. | 1869. | 1880. | 1890. | 1900. | 1910. | 1921. | 1931. | 1948. | 1953. | 1961. | 1971. | 1981. | 1991. | 2001. | 2011. | 2021. |

## Poznate osobe
Iz Škripa dolazi najplodniji čakavski pjesnik Stjepan Pulišelić.
Iz Škripa je otac poznatih čilskih književnika Nicolása i Dominga Mihovilovića Rajčevića.

## Spomenici i znamenitosti
- Arheološko nalazište
- Ruralna cjelina Škrip
- Stambeno-gospodarski sklop Nikolić - Krstulović
- Kaštel Radojković
- Kaštel Cerineo
- Crkva sv. Duha
- Crkva sv. Jelene
- Crkva sv. Ivana Krstitelja
- Rasohe, antički kamenolom između Škripa  i Splitske

## Galerija
- Kaštel Radojković
- Rimska kula, dio kompleksa Kaštela Radojković
- Muzej otoka Brača (Kaštel Radojković)
- Kaštel Cerineo, dvorac obitelji Čerinić
- Župna crkva sv. Jelene
- Putokaz za Muzej otoka Brača
- Izlošci u Muzeju otoka Brača